# La Marche de Kamata
Pour plus de détails, voir Fiche technique et Distribution.
La Marche de Kamata (蒲田行進曲, Kamata kōshinkyoku) est un film japonais réalisé par Kinji Fukasaku, sorti en 1982.

## Synopsis
Ginshiro Kuraoka, un acteur de la Tōei, est jaloux du nombre de gros plans qu'obtient Tachibana dans le film de samouraïs qu'ils tournent.

## Fiche technique
- Titre : La Marche de Kamata
- Titre original : 蒲田行進曲 (Kamata kōshinkyoku?)
- Réalisation : Kinji Fukasaku
- Scénario : Kōhei Tsuka d'après sa pièce de théâtre
- Musique : Masato Kai (ja)
- Photographie : Kiyoshi Kitasaka
- Montage : Isamu Ichida
- Production : Kazuo Kosaka, Kazushige Saitō et Masao Satō
- Société de production : Kadokawa Haruki Jimusho et Shōchiku
- Pays :  Japon
- Genre : Comédie dramatique et romance
- Durée : 109 minutes[1]
- Dates de sortie : 
  - Japon : 9 octobre 1982[1]

## Distribution
- Keiko Matsuzaka : Konatsu
- Morio Kazama : Ginshiro
- Mitsuru Hirata : Yasu
- Chika Takami : Tomoko
- Daijirō Harada : Tachibana
- Keizō Kanie : le réalisateur
- Nijiko Kiyokawa : la mère de Yasu
- Rei Okamoto : Toku-san
- Akira Shioji : Yamada
- Hyōe Enoki : Tome
- Nagare Hagiwara : Yuji
- Toshiya Sakai : Makoto
- Sonny Chiba : un acteur
- Hiroyuki Sanada : un acteur
- Etsuko Shihomi : une actrice

## Distinctions
Le film a été nommé pour douze Japan Academy Prizes et en a remporté huit : meilleur film, meilleur acteur pour Mitsuru Hirata, meilleure actrice pour Keiko Matsuzaka (également pour La Rivière Dotonbori), meilleur second rôle masculin pour Morio Kazama, meilleur espoir pour Mitsuru Hirata, meilleur réalisateur (également pour La Rivière Dotonbori), meilleur scénario et meilleure musique.